# Vườn quốc gia El Rey
Vườn quốc gia El Rey (tiếng Tây Ban Nha: Parque Nacional El Rey) là một vườn quốc gia nằm trong bộ phận của Anta, tỉnh Salta, phía tây bắc Argentina, cách thủ phủ của tỉnh là thành phố Salta khoảng 80 km. Được thành lập vào năm 1998, nó có diện tích 441,62 km².
Vườn quốc gia được thành lập để bảo vệ diện tích đất đại diện cho vùng sinh thái Nam Andes Yungas và quá trình biến đổi môi trường sống. Khí hậu ấm áp, và lượng mưa hàng năm dao động từ 500 đến 700 mm nên thảm thực vật tại đây rất đa dạng, thay đổi theo độ cao từ 750 đến 2.000 mét. Về động vật, vườn quốc gia bao gồm nhiều loài như Heo vòi, Thú ăn kiến và Lợn lòi Pecari, cũng như nhiều loài cá có mặt ở các con sông, suối và hồ.
Khu vực cũng là nơi sinh sống của các nhóm cư dân bản địa, những cư dân lâu đời nhất của Yungas, bao gồm nhiều địa điểm khảo cổ học.